# San Luis de la Paz
San Luis de la Paz es una ciudad situada en el estado de Guanajuato, México, cabecera del municipio del mismo nombre. Fue fundada el 25 de agosto de 1552, como una ciudad defensiva en la Ruta de la Plata, que vinculaba a las minas de Zacatecas con la capital del Virreinato de Nueva España: la Ciudad de México, durante la dominación española. Debe su nombre al Tratado de paz entre indígenas otomí (que eran aliados de los españoles) y los nativos chichimecas, en el día de San Luis de Francia, 25 de agosto.

## Historia
Antes de la conquista española, su territorio estaba habitado por indígenas Chichimecas, guerreros nómadas que nunca fueron derrotados completamente por los europeos. Fue sede de la primera misión jesuita en México, bajo cuya administración se convirtió en una próspera localidad minera, agrícola y ganadera. Sus servicios de apoyo de la minería alcanzó su gloria durante la bonanza de Mineral de Pozos, al final del siglo XIX. Durante la primera mitad del siglo XX, sufrió de la inestabilidad de la Revolución Mexicana y la Guerra Cristera. En la década de 1970 y 1980, la economía se reactivó debido a un nuevo boom agrícola. Sin embargo, en el momento actual, San Luis de la Paz está sufriendo una recesión y está buscando maneras de diversificar su economía.
Cerca de la alameda se encuentra el Santo Niño de las Confianzas, donde cada año a fines del mes de abril concurren peregrinos del estado de México para adorar al Niño.
San Luis Rey
El 25 de agosto no solo se festeja el aniversario de la fundación de San Luis de la Paz, sino también el día de San Luis Rey de Francia, santo patrono de la comunidad.
Luis IX fue rey de Francia de 1226 a 1270. Igualmente, fue miembro de la Orden Franciscana Seglar, y el último monarca que emprendió el camino de las Cruzadas contra los musulmanes. Murió el 25 de agosto de 1270, y fue canonizado en 1297.
La razón por la que se le venera como patrono es porque San Luis de la Paz fue fundado un 25 de agosto de 1552, fecha en que se le conmemora su onomástica. Además, en la cédula de fundación de 1552, y la de la refundación de 1560, el Virrey de la Nueva España designa la advocación de la iglesia de la naciente villa a San Luis Rey de Francia.
La primera mitad del nombre de la ciudad, San Luis, deriva de él, y la segunda, la Paz, del histórico acuerdo celebrado entre otomíes y chichimecas en 1552.
En la actualidad, en San Luis de la Paz se le venera tanto en la Parroquia de San Luis Rey, como en el templo de San Luisito.

### San Luis de la Paz en la Independencia de México
El entonces pueblo de San Luis de la Paz tuvo un papel muy importante durante la revolución de independencia de 1810. Antigua proveedora de viñedos debido a los ríos caudalosos de la región y en especial a la llamada «Laguna Grande» (hoy desaparecida), para 1811 San Luis de la Paz era todavía una próspera población que contaba con 7 mil habitantes; antes del inicio del movimiento independentista, la guarnición de la plaza la componían dos compañías del Regimiento de Dragones de la Reina, al mando del capitán Ignacio Allende, primero, y de Juan Aldama después.
La plaza sufrió mucho durante los primeros años de la revuelta; tanto realistas como independientes la habían ocupado alternativamente, librando diversas escaramuzas en sus cercanías y a pesar de ello, la población se mantenía en pie. En 1814, las tropas insurgentes del general Francisco Xavier Mina toman San Luis de la Paz tras cuatro días de sitio; todos los prisioneros realistas engrosaron las filas insurrectas excepto al comandante de la plaza, Capitán Juan Nepomuceno Guajardo, el soldado Cristóbal Villaseñor y el comandante militar de la Hacienda del Bizcocho (hoy San Diego de la Unión), que fueron fusilados. Véase Primera Batalla de San Luis de la Paz
En junio de 1821 se da el combate entre tropas del Ejército Trigarante al mando del coronel José Antonio Echévarri y fuerzas realistas del coronel Rafael Bracho y el teniente coronel Pedro Pérez de San Julián, entre la Hacienda de La Sauceda y San Luis de la Paz; un breve combate que terminó con la capitulación realista y el cese de hostilidades en el Bajío.

### Territorio Federal de la Sierra Gorda
Nace la Sierra Gorda
Ya en 1850, San Luis de la Paz había obtenido su nombramiento de villa, como reconocimiento por los esfuerzos del ayuntamiento por combatir la sublevación de la Sierra Gorda, destacando la caballería ludovicense de las Milicias del Estado en la batalla del Puerto del Zacate, donde reforzaron a las tropas federales al mando del general José López Uraga y vencieron a los rebeldes del coronel Eleuterio Quiroz. En este combate murió el comandante de escuadrón de origen italo-español Mariano Gadea Gil y Briones, uno de los ciudadanos más importantes de San Luis de la Paz. De hecho, su tumba en la vieja sección del cementerio municipal de San Luis de la Paz es la más antigua de la región; data de 1850.
En 1854, y por orden del General Presidente de la República Antonio López de Santa Anna, se expropiaron territorios de los estados de Querétaro, Guanajuato y San Luis Potosí para conformar el Territorio Federal de la Sierra Gorda, con capital política y militar en San Luis de la Paz.
El Territorio Federal de la Sierra Gorda se sitúa entre los estados de Querétaro, San Luis Potosí y Guanajuato, habiéndose segregado territorios de estas entidades federativas según decreto presidencial con fecha del 7 de marzo de 1854. Según el geógrafo Antonio García Cubas en su obra Atlas Geográfico, Estadístico e Histórico de la República Mexicana, editado en 1857, tenía una extensión de 387 leguas cuadradas y lo componían dos distritos, cinco partidos y diez municipalidades con una población de 55, 358 habitantes, correspondiendo a 143 habitantes por legua cuadrada (entiéndase legua mexicana).
Territorios expropiados
De Querétaro se tomaron las municipalidades de Arteaga, Espíritu Santo y parte de la municipalidad de Querétaro. De Guanajuato se separaron las municipalidades de San Luis de la Paz (Capital del Territorio), Mineral de Pozos, San José Iturbide, Santo Tomás de Tierra Blanca, Santa Catarina, San Ildefonso de la Cieneguilla, Xichú y la colonia militar de Arnedo.
De San Luis Potosí se expropiaron los partidos de San Ciro de Albercas (hoy San Ciro de Acosta) y Tierra Nueva.
División política y población
El Territorio de Sierra Gorda se encontraba dividido en dos distritos (San Luis de la Paz y San Ciro), cinco partidos y diez municipalidades.
Distrito de San Luis de la Paz
Partido de San Luis de la Paz
Municipalidad de San Luis de la Paz
Municipalidad de San Pedro de los Pozos
Municipalidad de Santa Rosa Uraga
Partido de Iturbide
Municipalidad de Casas Viejas (Hoy San José Iturbide)
Municipalidad de Santo Tomás de Tierra Blanca
Municipalidad de Santa Catarina
Partido de Victoria
Municipalidad de Villa de Victoria
Municipalidad de Xichú
Municipalidad de Atarjea
Distrito de San Ciro
Partido de San Ciro
Municipalidad de San Ciro de Albercas
Partido de Tierra Nueva
Municipalidad de Tierra Nueva
La población en el distrito de San Luis de la Paz comprendía 47,275 habitantes, mientras que el distrito de San Ciro de Albercas ascendía a 8,083 habitantes. Las principales poblaciones del Territorio, de acuerdo a García Cubas, son:
San Luis de la Paz: villa, cabecera de distrito y capital del territorio, con una población de 5,647 habitantes.
Casas Viejas (hoy San José Iturbide): Declarado villa por el decreto del 10 de octubre de 1849; cabecera de partido, distante once leguas de la capital del territorio y con una población de 2,354 habitantes.
Victoria: Declarado villa conforme a decreto del 3 de diciembre de 1849; cabecera de partido, dista 21 leguas de la capital del territorio y cuenta con 1,480 habitantes.
La guarnición del Territorio de Sierra Gorda la componían cuatro compañías del Sexto Batallón Ligero, acantonadas en las villas de San Luis de la Paz, Mineral de Pozos, Xichú y el pueblo de Atarjea. Además se componían de diversos cuerpos de caballería irregular, que patrullaban el norte del territorio entre las Haciendas de Jofre y Salsipuedes, los pueblos de Sayotal y Bagres (actual territorio de San Luis Potosí) y los presidios militares de Santa Teresa, Santa María Acapulco, Purísima de Arista, Ahuacatlán, Jalpan y Lagunilla.
El territorio, debido a los altos costos que requería el gobierno federal para su sostenimiento, y principalmente a la casi nula producción minera, fue suprimido en 1857, devolviendo los territorios expropiados a los estados de Querétaro, Guanajuato y San Luis Potosí.

## Gobierno y política
San Luis de la Paz es uno de los 46 Municipios Libres pertenecientes al Estado de Guanajuato, cuya Constitución Política establece que:
ARTÍCULO 106. «El Municipio Libre, base de la división territorial del Estado y de su organización política y administrativa, es una Institución de carácter público, constituida por una comunidad de personas, establecida en un territorio delimitado, con personalidad jurídica y patrimonio propio, autónomo en su Gobierno Interior y libre en la administración de su Hacienda».
ARTÍCULO 107. «Los Municipios serán gobernados por un Ayuntamiento. La competencia de los Ayuntamientos se ejercerá en forma exclusiva y no habrá ninguna autoridad intermedia entre los Ayuntamientos y el Gobierno del Estado».
El gobierno del municipio le corresponde al Ayuntamiento estando este conformado por el presidente municipal, un síndico y un cabildo integrado por regidores. Todo el ayuntamiento es electo para un periodo de tres años que son renovables para el periodo consecutivo, de forma  continua y entra a ejercer su cargo el día 10 de octubre del año de la elección.

### Representación legislativa
Para la elección de Diputados locales al Congreso de Guanajuato y de Diputados federales a la Cámara de Diputados, el municipio de San Luis de la Paz se encuentra integrado en los siguientes distritos electorales:
Local:
- II Distrito Electoral Local de Guanajuato con cabecera en San Luis de la Paz.[7]

Federal:
- Distrito electoral federal 1 de Guanajuato con cabecera en San Luis de la Paz.[8]

## Demografía
De acuerdo al censo de población del año 2020 hay un total de 51,894 habitantes, 24,192 hombres y 27,702 mujeres.
La ciudad cubre un área de 9.88 km², hay una densidad de población de 5,252 habitantes por kilómetro cuadrado.
En el año de 1900 había un total de 9,768 habitantes.
| Gráfica de evolución de San Luis de la Paz entre 1900 y 2020 |
|                                                              |
| Instituto Nacional de Estadística y Geografía                |

## Geografía
La ciudad de San Luis de la Paz se sitúa en el noreste del estado de Guanajuato, en las coordenadas 21°17′54″N 100°30′53″O / 21.29833, -100.51472 a una altura media de entre 2010 a 2030 metros sobre el nivel del mar.

## Flora y fauna
Entre la flora que caracteriza al municipio de San Luis de la Paz es posible encontrar el bosque de encino, pino y nopaleras. Adicionalmente, existen algunas especies forrajeras, entre las cuales están la navajita, triguillo, lobero, liendrilla, gigante, tempranero, popotillo plateado, guía y colorado.
Referente a la fauna, destacan los roedores, como el conejo, liebre, ardilla y el tejón; aves, como codorniz, águila, halcón, zopilote, patos y gavilán; herbívoros, como el venado y el ciervo.

## Cultura
Con costumbres profundos y tradiciones, San Luis de la Paz se distingue haciendo un esfuerzo para preservar el patrimonio cultural de sus antepasados. La fiesta más importante se da en el mes de agosto, específicamente el día 25, celebración de San Luis Rey de Francia, y que da lugar a la famosa Feria Regional del Norte de Guanajuato.
También, durante las primeras dos semanas de diciembre, la población se paraliza durante las tardes para las interminables peregrinaciones que parten de la Central de Autobuses con dirección al Santuario de Guadalupe, y que convoca y reúne a miles de personas que disfrutan admirando las bandas de guerra, las danzas folclóricas, los destacamentos militares, los escuadrones de charros y los vecinos de las colonias que día a día peregrinan como homenaje a la Virgen del Tepeyac.
La Ciudad Porfirio Díaz, Mineral de Pozos también ofrece una variedad de celebraciones interesantes como la fiesta de nuestro Señor de los Trabajos, donde miles de fieles caminan o cabalgan desde las ciudades de San Luis de la Paz, Victoria, Doctor Mora y San José Iturbide para visitar al santo patrono de Pozos.
No pueden faltar la Fiesta de la Toltequidad y el Festival del Mariachi. Siempre podrás encontrar precioso e ingeniosos productos diseñados a mano por indígenas como artículos de lana y los instrumentos de música precolombino que se fabrican en San Luis de la Paz y Pozos. Además, a dos kilómetros de la cabecera municipal se encuentra la Misión de Chichimecas, lo último de esta etnia en México que a pesar de la globalización hace un intento de salvaguardar su idioma, el chichimeco-jonaz así como la elaboración del simbólico Chimal.

## Economía
San Luis de la Paz es el más importante centro agrícola y comercial de la Sierra Gorda en el estado de Guanajuato. Además, es un lugar ideal para instalar una producción firmes debido a su ubicación estratégica en el centro de México y la proximidad a la importante Autopista Federal 57 y más por sus esforzados habitantes.
Otro de los pilares económicos observados en el municipio es la docencia, razón por la cual también se encuentran radicando en la ciudad muchos foráneos.
El 26 de enero de 2016 el gobernador del estado Miguel Márquez Márquez en el anuncio de inversión para el mejoramiento del tramo carretero de la carretera federal 57 y Dr. Mora, anuncia la construcción del parque industrial en San Luis de la Paz, para este año 2016 que generara empleos para el municipio, este parque se encontrara aproximadamente a 10 kilómetros del municipio siguiendo la carretera que va rumbo a Dolores Hidalgo.

## Educación
En cuestión de educación, San Luis de las edades de entre 6 a 14 años solo 367 niños no asisten a la escuela. El Grado Promedio de Educación es de 8,27 lo cual hace ver que está abajo del índice nacional pero más arriba que el estatal. En la Cabecera Municipal existen 211 instituciones educativas en los diversos órganos, desde el Preescolar hasta la nivel superior.
En San Luis esta la Delegación Regional Noreste II San Luis de la Paz Guanajuato, la cual atiende a los municipios del noreste guanajuatense los cuales son:
- San Luis de la Paz
- San José Iturbide
- Doctor Mora
- Victoria
- Tierra Blanca
- Xichu
- Atarjea
- Santa Catarina

El Instituto Tecnológico Superior de Irapuato extensión San Luis de la Paz ofrece 3 programas académicos: Ingeniería Industrial, Ingeniería en Innovación Agrícola Sustentable e Ingeniería en Gestión Empresarial. 

## Infraestructura y servicios
San Luis de la Paz no solo es una ciudad sobre el camino del noreste, sino un importante centro social que agrupa en torno a sí a todas las comunidades aledañas y de la Sierra Gorda de Guanajuato.
La ciudad está en constante crecimiento y cuenta con:
- Central Termoeléctrica, la cual es la principal fuente de energía de la región.

### Comunicaciones
Es posible llegar al municipio por medio de la Autopista 57 tramo Querétaro-San Luis Potosí o por la Carretera Estatal N.º 46 San José-San Luis. Además cuenta con una central de autobuses, la cual transporta a distintos puntos del estado, país e incluso al país vecino de Estados Unidos.
Algunas de las ciudades más importantes alrededor de San Luis son:
| Ciudad                  | Distancia | Tiempo de Viaje |
|                         |           |                 |
| Querétaro               | 98.2 km   | 1:16 h          |
| León                    | 167 km    | 2:25 h          |
| Guanajuato              | 106 km    | 1:37 h          |
| Ciudad de México        | 302 km    | 3:23 h          |
| San Luis Potosí         | 131 km    | 1:34 h          |
| San Miguel de Allende   | 77.3 km   | 1:10 h          |
| Dolores Hidalgo         | 50.8 km   | 0:56 min        |
| Irapuato                | 152 km    | 2:19 h          |
| Celaya                  | 127 km    | 1:50 h          |
| El Aeropuerto del Bajío | 135 km    | 2:00 h          |

### Transporte urbano
San Luis cuenta con 4 rutas urbanas las cuales transportan a los pasajeros a los distintos puntos de la ciudad desde el este al oeste y de norte a sur. También 2 de las 4 rutas transportan a la 2.ª localidad más grande de San Luis (La Misión) la cual esta conurbada a la Cabecera. También existe una ruta rural que cual lleva a algunas localidades que se encuentran al este de la Cabecera.

### Cine
San Luis cuenta con un cine, el cual se encuentra en el centro de la ciudad: Cine San Luis.

### Hoteles
San Luis cuenta con varios hoteles entre los que destacan:
- Hotel las villas
- Hotel Parra's
- Hotel la paz
- Hotel San Luis
- Hotel Casa Diamante (en Mineral de Pozos)

### Panteones
San Luis de la Paz cuenta con 2 panteones uno en la cabecera municipal (el cual ya esta lleno) y otro a una distancia retirada de la cabecera el cual está en construcción debido a que se usara en vez del otro panteón.

### Tiendas comerciales
- BanCoppel
- Bodega Aurrera
- Super Che
- Elektra
- Milano
- El Nivel
- Super La Bodega
- Hogar y Comercio
- Ferretería FerreDass
- Ferretería Casa García
- Papelería las Vocales
- Burger King
- Ariana Salazar Nail Art Academy
- Papelería y Ciber XP
- Super de Janda

### Farmacias
- Farmacias Guadalajara
- Farmacia del Ahorro
- Farmacia San Francisco de Asís
- Farmacia León

### Plazas comerciales
- Plaza el Ángel
- Plaza Cumbres
- Plaza downton center

### Zonas recreativos
- Jardín
- Plazuela
- Alameda «Melchor Ocampo»
- Unidad Deportiva
- Casa de la Cultura
- Monumento a Cristo Rey en la Montañita
- Cancha municipal de fútbol rápido
- Zona de juegos en la plaza el Ángel
- Mayans Gotcha. Centro deportivo

### Salud
- Hospital Regional del Noreste de Guanajuato
- Clínica del ISSSTE
- IMSS
- Clínica Santa María
- Hospital Materno San Luis de la Paz
- Clínica San Ángel.
- Hospitalito Nuestra Señora de Fátima
- CAISES
- Médicos Asociados

### Parroquias
- Parroquia San Luis Rey de Francia
- Parroquia Tres Ave Marías
- Parroquia Señor de la Divina Misericordia.
- Parroquia San Pedro Apóstol  (mineral de pozos)
- Parroquia Ntra. Sra. de Lourdes (Estación de Lourdes)
- Parroquia Ntra. Sra. de Lourdes (Fracciones de Lourdes)
- Parroquia San Cayetano (San Cayetano)
- Parroquia San José (Jofre)
- Parroquia San Sebastián del Salitre
- Rectoría Santuario de Guadalupe
- Ocho iglesias menores

### Foros públicos y salones de fiesta
- Palenque de la Feria Municipal
- Lienzo Charro «Juan Flores Echeverría»
- Auditorio Municipal
- Salón Atenas Palace
- Salón Sharon
- Salón Club León
- Salón La Perla
- Salón El Diamante

### Estadios
En la actualidad, San Luis tiene un estadio municipal, que sirve para jugar sus partidos contra otros equipos.
- Estadio municipal «El Internado»

## Turismo
San Luis de la Paz, con su elegancia colonial y calles estrechas, conserva hasta ahora únicos lugares y edificios que hablan de su pasado. Van de pinturas de roca nativo en colinas cercanas y restos de antiguos Adoquín español de carreteras, a ruinas, capilla olvidadas y estructuras de antiguas. En Mineral de San Pedro de los Pozos (antiguamente Ciudad Porfirio Díaz), la ciudad más importante de la minería en el estado de Guanajuato desde el final del siglo XIX al principio de la XX, al igual que en las películas (como James Bond y el Magic Roudabout), sorprende que en todas partes hay casas abandonadas y restos de construcciones ancestrales, como el Horno de Minería de los Jesuitas en la cercana Hacienda de Santa Brígida (que data de 1536) y la Escuela Modelo. Vergel de Bernalejo es un Edén, enclavado en la Sierra Gorda; es un lugar con maravillosos escenarios naturales y cuevas donde se ocultan estalactitas y maravillosas estalagmitas. También es un bosque donde hay muchos tipos de árboles como los pinos y abetos, que son hogar de animales silvestres como venados, gatos monteses, pumas y águilas. No olvide visitar el Puente de Dios, que le dejará con la boca abierta. En San Luis de la Paz se cuenta con una zona en la cual conserva su región nativa y su cultura que es «La Misión de Chichimecas».
También existe una réplica del cerro del Cubilete el cual sirve como un atractivo turístico y además como un mirador de la ciudad.

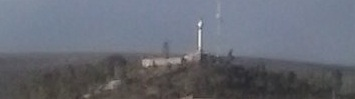
La montañita. Este es un mirador a la ciudad de San Luis además de ser una réplica del cerro del Cubilete en Silao

## San Luis de la Paz en el cine nacional
La historia de los tres primos García, que vivían con su abuela en una comunidad cercana a la cabecera municipal y que sostenían continuos pleitos con otros jóvenes de la familia López, sirvió como drama para que San Luis de la Paz fuera el sitio donde se desarrolla la trama de la película de 1946 Los tres García y su posterior secuela Vuelven los García, protagonizadas por el ídolo del cine mexicano Pedro Infante, Abel Salazar, Víctor Manuel Mendoza, Marga López y Doña Sara García. Esta película fue dirigida por el cineasta mexicano Ismael Rodríguez Ruelas. Sin embargo, ninguna localización de San Luis de la Paz fue utilizada para la filmación, que se hizo en Estudios del Distrito Federal y algunas locaciones del Estado de México. Sólo sirvió como escenario para la casa donde habitaban los tres García y esta está ubicada en la explanada principal de este municipio.

## Presidentes municipales
- (1927-1928): José Márquez Rivas (J.A.C.)
- (1986-1989): Profr. Faustino Ramírez Lugo (PRI)
- (1989-1992): C. Ramón Cárdenas (delegado)
- (1992-1994): Lic. Antonio Luis Alvarado Salazar (PAN)
- (1995-1997): C. Odón León Patiño (PRI)
- (1997-1998): Lic. Héctor Matínez Charre (interino; PRI)
- (1998-2000): Lic. José Mendoza Lugo (PRI)
- (2000): C. Juan Álvarez (interino; PRI)
- (2000-2003): Ing. Armando Rangel Hernández (PAN)
- (2003): Lic. Carlos Alvarado Briones (interino; PAN)
- (2003-2006): Ing. Sergio Ramón  Guerrero (PAN)
- (2006-2009): Lic. Elia Guadalupe Villegas Vargas (PAN)
- (2009): Lic. Ma. Elizabeth Vázquez Ramírez (interino 15 de febrero al 9 de marzo; PAN)
- (2009-2012): Ing. J. Refugio Javier (PRD-PRI)
- (2012-2015): C.P. Timoteo Villa Ramírez (PRI-PVME)
- (2015): Lic. Saúl Lino Martínez (interino 21 de enero al 10 de octubre; PRI)
- (2015-2018): Profr. Guillermo Rodríguez Contreras (PAN)
- (2018-2021): TSU. Luis Gerardo Sánchez Sánchez (PRI)
- (2021-2024):TSU. Luis Gerardo Sánchez Sánchez (PRI)
- (2024- a la fecha): Maestro Rubén Urías Ruiz (PAN)